# Myceliospongia araneosa
Myceliospongia araneosa är en svampdjursart som beskrevs av Jean Vacelet och Perez 1998. Myceliospongia araneosa ingår i släktet Myceliospongia, klassen horn- och kiselsvampar, fylumet svampdjur och riket djur. Inga underarter finns listade i Catalogue of Life.